# Ratpenat barbut costaner
El ratpenat barbut costaner (Chalinolobus orarius) és una espècie de ratpenat de la família dels vespertiliònids. A agost del 2024, tots els espècimens coneguts d'aquesta espècie provenien del sud de Papua Nova Guinea, però se sospita que també podria estar present al nord d'Austràlia. El seu hàbitat natural són les sabanes d'eucaliptus litorals i prelitorals. Fa aproximadament 10 cm de llargada i es caracteritza per tenir els lòbuls de les orelles tan desenvolupats que li arriben a la vora de la boca. El nom específic orarius significa ‘costaner’. Com que fou descobert fa poc, encara no se n'ha avaluat l'estat de conservació.